# Kosmogonia
Kosmogonia est un spectacle multimédia alliant théâtre, acrobaties et autres disciplines de l'art du cirque, musique, danse et effets spéciaux présenté en plein-air sur le site de la Cité de l'Énergie dans la ville de Shawinigan au Québec (Canada).  26 acrobates, comédiens et musiciens font partie de la prestation.
Le spectacle était présenté six fois par semaine durant deux mois à partir de 2001[réf. nécessaire]. 
De 2001 à 2003, près de 95 000 spectateurs y ont assisté.[réf. nécessaire]

## Synopsis
Le spectacle présente une légende de la création du monde racontée par Argaale, la chamane, dans laquelle un immortel Alpha, Kohoutmé, est amoureux d'une immortelle de la rivière, Aïsha.  Afin de la séduire, Kohoutmé décide de voler le feu au dieu Oiseau-Tonnerre qui, pour se venger, capture Aïsha et la transforme en la Lune.  Kohoutmé combattra alors l'Oiseau-Tonnerre qu'il vaincra et deviendra le Soleil. Le jeu de la lune et du soleil provoquera l'apparition du Temps et des Éphémères, mortels qui chasseront les immortels de la Terre.[réf. nécessaire]

## Site
L'amphithéâtre, bien qu'en plein-air, dispose d'un toit et est chauffé.  Les spectateurs sont installés sur les sièges d'une tribune circulaire de près de 900 places qui tourne sur elle-même durant le spectacle afin de leur présenter différentes scènes (les montagnes, la rivière (sur la Rivière Saint-Maurice, la forêt, la plate-forme).

## Créateurs
- Scénario et dialogues: Claude Champagne
- Mise en scène: Rénald Laurin
- Assistance à la mise en scène et chorégraphies: Howard Richard
- Musique: Michel Smith
- Scénographie: Pierre Labonté

## Anecdote
- Bryan Perro, l'auteur de la série de romans Amos Daragon, fait partie de la distribution de Kosmogonia et interprète le personnage du Temps.

## Source bibliographique
- Morin, Christian, Étude sur les retombées économiques de l'industrie des attractions touristiques du Québec, préparé pour la Société des attractions touristiques du Québec, Woods Strategies, 2004.  (Version PDF sur le web consultée le 26 janvier 2006).